# .nc
.nc je internetová národní doména nejvyššího řádu pro Novou Kaledonii.
Pro zajímavost: Doména druhé úrovně .nc.us patří Severní Karolíně, státu USA.